# Ibn Hadschar al-Haitamī
Abū l-ʿAbbās Schihāb ad-Dīn Ahmad ibn Muhammad Ibn Hadschar al-Haitamī (arabisch أبو العباس شهاب الدين أحمد بن محمد بن حجر الهيتمي, DMG Abū l-ʿAbbās Šihāb ad-Dīn Aḥmad ibn Muḥammad Ibn Ḥaǧar al-Haitamī geboren 1503 od. 1504 in Mahallat Abī l-Haitam im Gouvernement al-Gharbiyya, gestorben am 3. Februar 1567 in Mekka) war ein ägyptischer Rechtsgelehrter und Mufti der schafiitischen Lehrrichtung, der die meiste Zeit seines Lebens in Mekka lebte und in dieser Zeit eine große Anzahl von Traktaten, Fatwas und Kommentaren abfasste. In diesen Werken propagierte er ein Gelehrtenideal, das auf die Kombination von Fiqh und sufischer Spiritualität ausgerichtet war. Bekannt war Ibn Hadschar allerdings auch für seine Kritik an den Schiiten und seine verbalen Attacken auf Ibn Taimīya.

## Leben

### Abkunft
Ibn Hadschar gehörte zu den Banū Saʿd, einer Sippe, die ursprünglich in dem Ort Salmant in der Region Scharqīya in Unterägypten wohnte und sich auf die Ansār zurückführte. Der Name Ibn Hadschar ging auf den Großvater zurück, dem man aufgrund seiner Schweigsamkeit den Laqab Hadschar (arab. ḥaǧar = „Stein“) gegeben hatte. Aufgrund von Kämpfen in Scharqīya-Region war er in das Dorf Mahallat Abī l-Haitam in der Region Gharbīya umgesiedelt. Er soll diesen Ort ausgewählt haben, weil seine Bewohner sehr religiös waren, dem Weg der Sufismus folgten und ständig den Koran rezitierten. Sein Enkel Ahmad Ibn Hadschar wurde hier im Radschab 909 (= Dezember 1503/Januar 1504) geboren.

### Jugendzeit und Studium in Ägypten
Als er noch ein Kind war, starben nacheinander sein Vater und sein Großvater, aber die Lehrer seines Vaters, Ibn Abī l-Hamā'il (gest. 1526) und sein Schüler Muhammad asch-Schinnāwī (gest. 1535) kümmerten sich um seinen Unterhalt und seine Erziehung. Asch-Schanāwī brachte ihn zum Heiligtum von Ahmad al-Badawī in Tanta. Nachdem Ibn Hadschar dort seine religiöse Grundausbildung abgeschlossen hatte, sandte ihn asch-Schinnāwī 1518 zur Azhar-Moschee in Kairo, wo er zunächst unter schwierigen Bedingungen seine Ausbildung fortsetzte. Zu seinen wichtigsten Lehrern dort gehörten Ober-Qādī Zakarīyā al-Ansārī (gest. 1520), ʿAbd al-Haqq as-Sunbātī (gest. 1525) und Muhammad ad-Daladschī (gest. 1540), alle drei Schafiiten. Indirekt fühlte er sich auch Dschalāl ad-Dīn as-Suyūtī verbunden, obwohl er diesen nie kennengelernt hatte. Seine Ausbildung umfasste Tafsīr, Hadith, Kalām-Wissenschaft, Usūl al-fiqh, arabische Grammatik, Rhetorik, Logik und Sufismus. Außerdem besuchte er die Medizin-Vorlesungen von Schihāb ad-Dīn as-Sā'igh al-Hanafī. Ende 1523 händigten ihm seine Lehrer Schihāb ad-Dīn ar-Ramlī, Nāsir ad-Dīn at-Tablāwī und Abū l-Hasan al-Bakrī ungefragt eine Idschāza aus, die ihm erlaubte, selbst Fatwas zu erteilen und zu lehren. Sein früherer Mentor asch-Schinnāwī drängte ihn 1526 zur Ehe mit seiner Nichte, wobei er selbst die Brautgabe stellte.

### Wallfahrten und Traumerlebnisse
1527 begab sich Ibn Hadschar zusammen mit seinem Scheich Abū l-Hasan al-Bakrī zum ersten Mal auf die Wallfahrt nach Mekka, an die die beiden einen einjährigen Aufenthalt der Mudschāwara („Studium in der Nähe eines Heiligtums“) anschlossen. Während dieser Zeit hatte er einen Traum, in dem ihm der Mystiker Hārith al-Muhāsibī (gest. 857) erschienen, der ihn dazu aufforderte, mit der Abfassung von Büchern zu beginnen. Dies erinnerte ihn an einen früheren Traum, in dem er eine wunderschöne Frau gesehen hatte, die ihren Unterbauch entblößte und ihn dazu aufforderte, darauf in roter Tinte den Text und in schwarzer Tinte den Kommentar zu schreiben. Man deutete ihm diesen Traum in der Weise, dass seine Werke zunächst völlig in Vergessenheit geraten und dann wiederentdeckt würden. Ibn Hadschar betrachtete diese Träume als gutes Vorzeichen und begann mit der Abfassung seines ersten Werkes, des Kommentars zu Ibn al-Muqri's Rechtswerk al-Iršād. In einem weiteren Traum erschien ihm sein verstorbener Lehrer, der Qādī Zakarīya, zog seinen Turban aus und setzte ihn ihm auf. Darin sah er ein untrügliches Zeichen dafür, dass Gott ihn in eine Reihe mit ihm stellte. Nach seiner Rückkehr nach Ägypten unternahm Ibn Hadschar im Jahre 1531 mit Abū l-Hasan al-Bakrī eine zweite Wallfahrt, wobei er dieses Mal auch seine Familie mitnahm. Auch dieses Mal schlossen sie einen einjährigen Mudschāwara-Aufenthalt in der heiligen Stadt daran an.

### Als Gelehrter und Mufti in Mekka
Nach einer schweren persönlichen Krise, die durch den Diebstahl eines von ihm abgefassten Buches ausgelöst worden war, begab sich Ibn Hadschar im Jahre 1533 zusammen mit al-Bakrī erneut auf Wallfahrt. Während al-Bakrī nach einem Jahr wieder abreiste, ließ sich Ibn Hadschar dauerhaft in Mekka nieder und widmete den Rest seines Lebens dem Unterricht und der Abfassung von Schriften und Gutachten. Seine Meinung als Mufti war auch bei den Muslimen in Indien sehr gefragt. So wandten sich die Muslime aus Calicut und Malabar bei ungeklärten Rechtsfragen an ihn. Und der Mogulherrscher Humayun bat ihn um Erstellung einer Schrift gegen diejenigen, die Muʿāwiya ibn Sufyān verfluchten.
Als sich im Jahre 1552 zeigte, dass die Kaaba baufällig war und die osmanischen Autoritäten eine Reparatur des Gebäudes in Angriff nahmen, gehörte er zu einer Kommission von Gelehrten, die zur Zulässigkeit dieser Maßnahme befragt wurde. Nachdem die Kommission die Reparatur der Kaaba befürwortet hatte, kam es in Mekka zu Protesten verschiedener Gelehrter, die das heilige Gebäude für unantastbar hielten. Sie konnten die Volksmenge auf ihre Seite ziehen, so dass großer Tumult ausbrach. Ibn Hadschar schrieb daraufhin ein langes Gutachten, in dem er die Zulässigkeit der Reparaturmaßnahme mit rechtswissenschaftlichen Argumenten begründete. Auf der Grundlage dieses Gutachtens wurde anschließend die Reparatur der Kaaba in Angriff genommen.
Ibn Hadschar besaß in Mekka einen großen Schülerkreis, zu dem Gelehrte wie ʿAbd al-Qādir al-Fākihī und ʿAlī al-Qārī gehörten. Seinen Unterricht pflegte er in der Heiligen Moschee zu halten. Im Kreise seiner Schüler und der Schafiiten Mekkas wurde Ibn Hadschar sehr stark verehrt, eine eher kritische Haltung gegenüber ihm nahm dagegen ʿAlī al-Qārī ein. In seinen Kommentaren griff er ihn immer wieder mit großer Schärfe an. Wegen dieser Kritik wurde er von einigen seiner Zeitgenossen getadelt. An einer Stelle seines Kommentars zu dem Hadith-Werk Miškāt al-maṣābīḥ berichtet al-Qārī von einem Schafiiten, der ihm gegenüber äußerte: „So einem wie dir steht es nicht zu, gegen den Schaich al-Islām und Mufti der Menschen Ibn Hadschar, der bei den großen Imamen einer der Berge des Wissens ist, zu opponieren“.

### Tod und Begräbnis
Ibn Hadschar starb am 23. Radschab 974 (= 3. Februar 1567) und wurde auf dem Maʿlāt-Friedhof in Mekka in der Türbe der Tabarīyūn-Familie in einem Holzsarg begraben. Nachdem die Nachricht von seinem Tode in Damaskus eingetroffen war, verrichtete man dort am 6. Schauwāl 974 (= 16. April 1567) das Totengebet für ihn.

## Textproduktion
Ibn Hadschar hat über 60 Werke verfasst. Von diesen sind 11 datiert, die übrigen sind undatiert.

### Datierte Werke
- Fatḥ al-ǧawād bi-šarḥ al-Iršād, mehrbändiger Kommentar zu dem schafiitischen Rechtswerk al-Iršād al-ġāwī fī masālik al-Ḥāwī von Ismāʿīl ibn Abī-Bakr Ibn al-Muqri' (gest. 1433), abgefasst nach der Wallfahrt von 1531.[21]
- al-Iʿlām bi-qawāṭiʿ al-islām, Auflistung von blasphemischen Ausdrücken (alfāẓ mukaffira), durch deren Aussprechen der Muslim zum Ungläubigen wird, aus Anlass eines von ihm Jahre 1535 gegebenen Fatwas zu Eheangelegenheiten, das ihm viel Ärger eingebracht hatte.[22]
- al-Manhaǧ al-qawīm šarḥ al-Muqaddima al-Ḥaḍramīya, 1538 abgefasster Kommentar zu dem al-Muqaddima betitelten schafiitischen Rechtskompendium von ʿAbdallāh ibn ʿAbd ar-Rahmān Bā Fadl al-Hadramī.[23] Das Werk wurde mehrfach glossiert.[24]
- Ašraf al-madāḫil ilā maʿrifat aš-Šamāʾil, im Dezember 1542 abgefasster Kommentar zum Kitāb aš-Šamāʾil von Muhammad ibn ʿĪsā at-Tirmidhī.
- aṣ-Ṣawāʿiq al-muḥriqa fī r-radd ʿalā ahl al-bidaʿ wa-ḍ-ḍalāl wa-z-zandaqa („Die zündenden Blitzstrahlen zur Widerlegung der Anhänger ketzerischer Neuerungen, der Abirrung und der Freigeisterei“), Abhandlung in elf Kapiteln über die Legitimität der beiden ersten Kalifen Abū Bakr und ʿUmar ibn al-Chattāb und die strafrechtliche Einordnung der Beschimpfung von Prophetengefährten, vorgetragen erstmals im Dezember 1543 in der Heiligen Moschee von Mekka. Der Autor reagierte mit dem Werk auf die starke Präsenz von Schiiten und „Rāfiditen“ in der Heiligen Stadt und antwortete darin auf Fragen, die man ihm gestellt hatte.[25] Später ergänzte er das Buch um Abschnitte zur Legitimität der anderen beiden rechtgeleiteten Kalifen.[26] Wie Ibn Hadschar selbst in einer Nachschrift berichtet, verbreitete sich das Werk innerhalb von 14 Jahren über die fernsten islamischen Länder vom äußersten Maghreb bis nach Transoxanien, Kaschmir, Indien und in den Jemen.[27] Die beiden schiitischen Gelehrten Nūrallāh asch-Schuschtarī (gest. 1610) und Ahmad ibn Muhammad Murtadā (gest. 1630) verfassten zu diesem Werk Widerlegungen.[28] Aufgrund seiner anti-schiitischen Polemik in dem Werk war Ibn Hadschar bei den späteren Zwölfer-Schiiten sehr unbeliebt und wurde von ihnen als „verfluchter Schiitenhasser“ (nāṣib malʿūn) beschimpft.[29]
- Kitāb al-Zawāǧir ʿan iqtirāf al-kabāʾir, Sammlung 461 Hadithen über die großen Sünden, begonnen 1546 in Mekka.
- al-Ǧawhar al-munaẓẓam fī ziyārat al-qabr aš-šarīf an-nabawī al-mukarram, Abhandlung über den Besuch des Prophetengrabes in Medina, verfasst nach seiner Wallfahrt im Jahre 1549 (Digitalisat).
- Taḥrīr al-maqāl fī ādāb wa-aḥkām wa-fawāʾid yaḥtāǧu ilai-hā muʾaddib al-aṭfāl, Abhandlung über die Regeln bei der Unterrichtung von Kindern, verfasst 1550.
- Tuḥfat al-muḥtāǧ li-šarḥ al-Minhāǧ, umfangreicher Kommentar zum schafiitischen Rechtskompendium Minhāǧ aṭ-ṭālibīn von al-Nawawī (gest. 1277), begonnen am 20. Januar 1551. Ibn Hadschar schickte diesen Kommentar nach Fertigstellung in die Stadt Tarīm im Hadramaut. In der Nacht der Ankunft des Buches soll es zu einem Wunder gekommen sein: Scheich Ibn Hadschar betrat selbst die Stadt, die Menschen eilten zu ihm, und er hielt in der Freitagsmoschee Unterricht.[30]
- Kašf al-ġain ʿan aḥkām aṭ-ṭāʿūn wa-anna-hū lā yadḫulu baladain, Abhandlung vom Februar 1565 über die Frage, ob die Pest, die in Ägypten ausgebrochen war und durch Reisende auch nach Dschidda gekommen war, auch in Mekka Einzug halten werde.[31]
- Ṯabat, Aufzählung seiner Lehrer im Bereich des Hadith sowie der Überliefererketten, über die sie ihre Hadithe erhalten haben, vollendet im April 1565.[32]

### Undatierte Werke
- al-Fatāwā al-kubrā al-fiqhīya, nach Rechtsthemen geordnete Fatwa-Sammlung in vier Bänden, zusammengestellt durch Ibn Hadschars Schüler ʿAbd al-Qādir al-Fākihī.[33] Sie schließt mehrere Traktate mit separaten Titeln ein, so zum Beispiel einen, in dem er vom Konsum der Qāt-Droge abrät.[34] Al-Fākihī leitet das Werk mit einem biographischen Abriss über Ibn Hadschar ein.
- al-Fatāwā al-ḥadīṯīya als Anhang zu al-Fatāwā al-kubrā konzipierte Fatwa-Sammlung, die vor allem Gutachten zu dogmatischen Fragen enthält und auch verschiedene Fragen behandelt, die mit dem Sufismus zusammenhängen. Das Werk wurde mehrfach in Kairo (Maktabat Muṣṭafā al-Bābī al-Ḥalabī gedruckt). Die achte Auflage erschien 1989.
- Kaff ar-raʿrāʿ ʿan muḥarramāt al-lahw wā-s-samāʿ, Beschreibung verschiedener verbotener Formen der Unterhaltung und musikalischen Darbietung, die als Widerlegung des Kitāb Faraḥ al-asmāʿ bi-ruḫaṣ as-samāʿ von Ahmad ibn Muhammad Ibn Zaghdūn at-Tūnisī (gest. 1477) angelegt ist.[35] Das Werk ist auch aus kulturgeschichtlicher Perspektive sehr bedeutend, weil es Spiele und Musikinstrumente beschreibt, die zu seiner Zeit benutzt wurden.[36]
- Al-Ḫairāt al-ḥisān fī manāqib al-imām al-aʿẓam Abī Ḥanīfa an-Nuʿmān, hagiographisches Werk über Abū Hanīfa, das Ibn Hadschar für osmanische Auftraggeber erstellte und in dem er Abū Hanīfa gegen Angriffe von Seiten al-Ghazālīs verteidigte. Das Buch wurde 1324h (= 1906/1907) in Bombay gedruckt (Digitalisat). Eine weitere Edition mit Kommentar wurde von Muḥammad ʿĀšiq Ilāhī al-Barnī in Beirut (ca. 1998) veröffentlicht.
- Risāla fī l-Manāhil al-ʿaḏba fī iṣlāḥ mā wahiya min al-Kaʿba, Traktat über die Zulässigkeit der Reparatur von Schäden an der Kaaba.
- al-Qaul al-muḫtaṣar fī ʿalāmāt al-Mahdī al-muntaẓar, Abhandlung über die Kennzeichen des Mahdi
- Al-Ifṣāḥ fī faḍā’il an-nikāḥ eine Sammlung mit 130 Traditionen über die Vorzüge der Eheschließung.
- Darr al-ġamāma fī durr aṭ-ṭailasān wa-l-ʿaḏaba wa-l-ʿimāma, Abhandlung über den Turban und die verschiedenen davon herabhängenden Zipfel (ṭailasān und ʿaḏaba).
- Tašnīf al-asmāʿ bi-ḥukm as-samāʿ, eine zweite Abhandlung zur Frage des Musikhörens.
- Itmām an-niʿma al-kubrā ʿalā l-ʿālam bi-maulid saiyid walad Ādam, Abhandlung über den Prophetengeburtstag.
- Kitāb at-Taʿarruf fī l-aṣlain wa-t-taṣauwuf, kurze Abhandlung über Usūl al-fiqh, Usūl ad-Dīn und Sufismus. Das Werk wurde zusammen mit einem Kommentar von Ibn ʿAllān al-Bakrī 1911 in Mekka gedruckt.[37]
- Taṭhīr al-ǧanān wa-l-lisān ʿan al-ḫuṭūr wa-t-tafauwuh bi-ṯalb saiyidi-nā Muʿāwiya ibn Abī Sufyān, Abhandlung, in der auf Gefährlichkeit der von den Schiiten praktizierten Verfluchung Muʿāwiyas hingewiesen wird. Ibn Hadschar erstellte die Abhandlung auf Wunsch des Mogulherrschers Humāyūn.[38]
- Qurrat al-ʿAin bi-anna t-tabarruʿ lā yubṭilu-hū d-dain, Abhandlung darüber, dass Spenden auch dann getätigt werden können, wenn die betreffende Person verschuldet ist. Ibn Hadschar verfasste sie nach einer heftigen Auseinandersetzung mit dem jemenitischen Scheich ʿAbd ar-Rahmān ibn ʿAbd al-Karīm Ibn Ziyād (gest. 1568) über diese Frage. Ibn Ziyād antwortete ihm mit einer Abhandlung mit dem Titel Buġyat al-mustaršidīn, auf die Ibn Hadschar wiederum eine Replik verfasste.[39]

## Positionen

### Zu den Rechtsschultraditionen
Im Bereich der Rechtswissenschaft war Ibn Hadschar ein leidenschaftlicher Anhänger der schafiitischen Lehrrichtung. Innerhalb der schafiitischen Rechtschule hielt er die beiden Gelehrten ar-Rāfiʿī (gest. 1226) und an-Nawawī für die wichtigsten Autoritäten. So vertrat er die Auffassung, dass in dem Falle, dass zu einer Rechtsfrage die beiden die gleiche Meinung vertraten, sich die Schafiiten danach richten müssten. Wenn dagegen die beiden Gelehrten unterschiedliche Auffassungen vertraten, sollte die Lehrmeinung von an-Nawawī gelten, weil er der spätere Gelehrte war und „ihm vielleicht etwas klar geworden war, was dem ersten verborgen geblieben war.“ Nur wenn die Späteren sich allesamt darüber einig waren, dass den beiden Gelehrten ein Fehler unterlaufen war, sollte man sich über ihre Lehrmeinung hinwegsetzen können. Ibn Hadschar berief sich bei dieser Regel darauf, dass er sie von seinen Scheichen übernommen habe und diese wiederum von ihren Scheichen.
Zwar war Ibn Hadschar ein leidenschaftlicher Anhänger der schafiitischen Lehrrichtung, doch zeigte er sich gegenüber dem hanafitischen Madhhab sehr versöhnlich. Er verfasste nicht nur ein eigenständiges hagiographisches Werk über Abū Hanīfa, sondern versah auch seinen Kommentar zur Traditionssammlung Miškāt al-maṣābīḥ mit einem eigenen hagiographisch-biographischen Abriss über ihn. Darüber hinaus propagierte Ibn Hadschar ein die verschiedenen Lehrrichtungen betreffendes Ideal, nämlich die Höflichkeit mit den Imamen (al-adab maʿa l-aʾimma). Den Gelehrten Tādsch ad-Dīn as-Subkī zitiert er mit den Worten: „Dir, o Ratsuchender, obliegt es, den Weg des Anstands gegenüber den vergangenen Imamen zu gehen“ (yanbaġī la-ka aiyu-hā l-mustaršid an taslika sabīla l-adabi maʿa l-aʾimmati l-māḍīn). Und am Ende seines Buches über Abū Hanīfa bittet er für sich selber: „Gott möge uns zu einem von denjenigen machen, die sich für die Rechte der Imame einsetzen“ (ǧaʿala-nā Llāhu mimman qāma bi-mā li-l-a'immati min al-ḥuqūq).

### Zum Sufismus
Ibn Hadschar verteidigte in seinen Fatwas viele Sufis, die als Ketzer galten, so zum Beispiel al-Hallādsch, der den Ausspruch „Ich bin der Wahrhaftige“ (anā l-ḥaqq) getan hatte, und Bāyazīd Bistāmī mit seinem Ausspruch „Gepriesen sei ich, gepriesen sei ich“ (subḥānī, subḥānī). Er rechtfertigte diese Ausdrücke damit, dass diejenigen, die Gott erkennen, Zeiten haben, in denen sie das „Erleben des Wahrhaftigen“ (šuhūd al-ḥaqq) überkomme. Wenn diese Worte im Zustand der Nüchternheit (ṣaḥw) geäußert worden seien, müsse man sie so deuten: „Der Wahrhaftige hat sich mir durch sein Erleben so enthüllt, dass ich so wurde, als ob ich er wäre.“ (qad taǧallā ʿalaiya al-ḥaqq bi-šuhūdi-hī ḥattā ṣirtu ka-annī huwa). Wenn sie aber im Zustand des mystischen Rauschs (maḥw), dann müsse man sie als ekstatische Aussprüche (šaṭaḥāt) betrachten, die sich der Beurteilung entziehen. Die Kritik al-Ghazālīs an al-Hallādsch sah er als unberechtigt an. Er verwies darauf, dass auch ʿAbd al-Qādir al-Dschīlānī al-Hallādschs Ausspruch verteidigt hatte. Allgemein warnte Ibn Hadschar, dass kein vernunftbegabter und religiöser Mensch in die Falle tappen dürfe, die Sufis zu tadeln, weil dies schon immer ein „tödliches Gift“ (summ qātil) gewesen sei. Derjenige, der die Sufis dennoch verunglimpfe, müsse damit rechnen, mit Krankheiten geschlagen zu werden und der Früchte seines Wissens beraubt zu werden. In seiner Fatwa-Sammlung führt er mehrere Beispiele von Menschen an, die Muhyī d-Dīn Ibn ʿArabī oder Ibn al-Fārid für ungläubig erklärt hatten und deswegen schwer erkrankt waren.
Allerdings differenzierte Ibn Hadschar zwischen zwei Gruppen von Kritikern der Sufis. Zur ersten Gruppe gehörten solche, die nur aus Neid (ḥasad), Fanatismus (taʿaṣṣub) und Geltungssucht gegen die Sufis opponierten. Zu ihnen rechnete er vor allem al-Biqāʿī (gest. 1480). Die zweite Gruppe waren solche Gelehrte, die mit Kritik nur freundschaftliche Ermahnung (naṣīḥa) beabsichtigten und die unwissenden Sufis (al-ǧahala al-mutaṣauwifa) vertreiben wollten, die sich mit den Büchern Ibn ʿArabīs und seiner Anhänger beschäftigten, ohne etwas von den offiziellen Wissenschaften (al-ʿulūm ar-rasmīya) und der Mystik (al-aḥwāl al-kašfīya) zu verstehen. Letztere Gruppe sah er im Recht, weil diese unwissenden Sufis, die sich nicht an die Verbote hielten und mitten im Ramadan aßen, dem Unglauben näher standen als dem Islam.
Ibn Hadschar war der Auffassung, dass sich der Gläubige nie mit einer Seite der Offenbarung begnügen dürfe, sondern immer beide Seiten erfassen müsse, den äußeren Wortsinn (aẓ-ẓāhir) als auch den inneren Sinn (al-bāṭin). Fünf Personen hatten seiner Meinung nach in vorbildlicher Weise das Wissen vom äußeren und inneren Sinn miteinander vereint, nämlich die Sufis al-Muhāsibī, al-Dschunaid (gest. 910), ar-Ruwaim (gest. 915), ʿAmr ibn ʿUthmān al-Makkī und Ibn ʿAtā' (gest. 922). Von den sufischen Orden hielt Ibn Hadschar die Naqschbandīya für den hochstehendsten. Von ihr meint er, dass sie „frei von den Trübungen der unwissenden Sufis sei“ (sālima min kudūrāt ǧahalat aṣ-ṣūfīya) sei.
Ibn Hadschar war fest von der Existenz der Gottesfreunde und ihrer Fähigkeit, Huldwunder (karāmāt) zu vollbringen, überzeugt. Zu Gottesfreunden konnten nach ihm allerdings nur solche Menschen aufsteigen, die sich mit der Scharia des Islams auseinandergesetzt hatten. Auch die sufische Theorie von den Heiligenhierarchien und dem an ihrer Spitze stehenden Qutb deutete er in diesem Sinne. So meinte er, dass asch-Schāfiʿī und an-Nawawī jeweils kurz vor ihrem Tod den Rang des Qutb erreicht hätten. In seiner eigenen Zeit, so glaubte er, hatten die beiden Rechtsgelehrten Burhān ad-Dīn Ibn Abī Scharīf (gest. 1517) und sein Lehrer Zakarīya al-Ansārī diesen Rang zumindest für Ägypten erreicht.
Besonders große Stücke hielt Ibn Hadschar auch auf Muhyī d-Dīn Ibn ʿArabī. So meinte er, dass dieser mehr als andere Sufis die Fähigkeit zum Idschtihād besaß. Allerdings war er der Auffassung, dass er sich hinsichtlich Pharaos, dem er einen gültigen Übertritt zum Islam bescheinigt hatte, in seinem Idschtihād geirrt hatte. Die Bücher Ibn ʿArabīs waren seiner Auffassung nach voll mit wunderbaren göttlichen Geheimnissen, doch ungeeignet für die Volksmenge, weil diese durch ihre Lektüre zu Glaubensverirrungen verleitet werden konnten.
Den Tanz (raqṣ) der Sufis hielt Ibn Hadschar ebenfalls für legitim, mit dem Argument, dass Dschaʿfar ibn Abī Tālib einmal vor Freude vor dem Propheten getanzt habe, ohne dass dieser das missbilligt hatte.

### Das Verdikt über Ibn Taimīya
Eine besonders ablehnende Haltung nahm Ibn Hadschar gegenüber Ibn Taimīya ein. Als er einmal befragt wurde, was davon zu halten sei, dass sich Ibn Taimīya gegen die späteren Sufis gestellt habe, antwortete er: „Ibn Taimīya ist ein Mensch, den Gott im Stich gelassen hat, den er in die Irre geführt, blind, taub und verächtlich gemacht hat.“ Dies hätten bereits die großen Gelehrten in der Zeit von Ibn Taimīya selbst ausgesprochen wie Abū l-Hasan as-Subkī (gest. 1355), sein Sohn Tādsch ad-Dīn (gest. 1370) und ʿIzz ad-Dīn Ibn Dschamāʿa (gest. 1366).
Ibn Taimīya habe solche großen Gottesfreunde wie Abū l-Hasan asch-Schādhilī (gest. 1258) genauso unberechtigt mit Kritik überzogen wie Ibn ʿArabī, Ibn al-Fārid, Ibn Sabʿīn (gest. 1270) und al-Hallādsch. Deswegen, so Ibn Hadschar, hätten seine Zeitgenossen gemeinsame Sache gegen ihn gemacht und ihn zum Sünder und Ketzer erklärt; viele von ihnen hätten ihn sogar für ungläubig erklärt. Ibn Taimīya habe aber nicht nur gegen die späteren Sufis, sondern auch gegen die Kalifen ʿUmar ibn al-Chattāb und ʿAlī ibn Abī Tālib opponiert. Daraus ergebe sich, dass man seiner Rede keinerlei Gewicht beimessen dürfe, sondern sie wegwerfen müsse. Er sei als „irregeleiteter und in die Irre führender, unwissender und extremistischer Ketzer“ (mubtadiʿ ḍāll wa-muḍill, ǧāhil ġālin) zu betrachten.
Ein anderer Punkt, mit dem Ibn Taimīya nach Ibn Hadschars Meinung gegen die islamische Lehre verstoßen hatte, war die Auffassung, dass sich Gott „oben“ befindet und manchmal zu den niedrigeren Himmeln hinabsteigt. Die Vorstellung, dass Gott ein Körper mit räumlichen Dimensionen ist, war für Ibn Hadschar inakzeptabel. Deshalb konnte man auch nicht wie Ibn Taimīya sagen, dass Gott den Propheten Mohammed mit der Hand berührt habe. Mit der irrigen Vorstellung, dass Gott sich in einer bestimmten Richtung (ǧiha) befinde, standen Ibn Taimīya und sein Schüler Ibn Qaiyim al-Dschauzīya auch unter den Hanbaliten völlig allein, so meinte Ibn Hadschar. Auch Ahmad ibn Hanbal, so Ibn Hadschar weiter, habe diese Irrlehre nicht vertreten.
Auf Ibn Hadschars Attacken gegen Ibn Taimīya nahm später der irakische Gelehrte Nuʿmān ibn Mahmūd al-Ālūsī (gest. 1898) in seinem Werk Ǧilāʾ al-ʿainain fī muḥākamat al-Ahmadain („Aufhellung der Augen im Gerichtsverfahren zwischen den beiden Ahmads“) Bezug. Darin verteidigte er den einen Ahmad (sc. Ibn Taimīya) gegen die Angriffe des anderen Ahmad (sc. Ibn Hadschar). Das Werk wurde von ad-Dānī ibn Munīr Āl Zuhrī 2006 in Beirut ediert.